# Морра (персонаж)
Морра (Мурра) (швед. Mårran, фин. Mörkö) — вымышленное существо из серии книг Туве Янссон о муми-троллях.

## Характеристика
Морра описана и выглядит на авторских иллюстрациях как угрюмое стогообразное существо с большими круглыми глазами, одетое в многочисленные юбки. Морра внушает всему живому иррациональный страх своим бесконечным одиночеством. Вокруг неё замерзает земля и погибают растения. Морра оставляет за собой ледяной след и способна потушить костер, усевшись на него, чтобы погреться. По мнению Муми-тролля, «зима наступает оттого, что десять тысяч Морр уселись на землю».
В речи муми-троллей слово «Морра» используется для чертыхания. В разных переводах Морру зовут Mörkö  (фин.), Hufsa  (норв.), Groke  (англ.), Buka  (пол.); русская и немецкая версии фонетически ближе всего к оригиналу.
В «Шляпе волшебника», где Морра появляется впервые, она выступает как отрицательный сюрреалистический персонаж, который преследует корыстные цели, однако проявляет способность договариваться и уходит, удовлетворенная сделанным ей предложением обмена. Затем от книги к книге её портрет становится яснее и многостороннее. Она ищет тепла и дружбы, но вызывает страх и всякий раз одна возвращается в холодную пещеру на вершине Одинокой Горы. Морра символизирует одиночество. Время для неё течет бесконечно долго, но это для неё не важно, так как она привыкла ждать. Морра — психологический портрет существа, обречённого на одиночество из-за своего неумения выражать тёплые чувства.
В книге «Муми-папа и море» Морра следует за семейством Муми-троллей на остров, и её присутствие заставляет остров ожить, и растения в ужасе ищут убежище в маяке, где поселилось семейство. Муми-тролль заводит своеобразные отношения с Моррой: каждый вечер он приходит на берег и включает фонарь, пока Морра поёт и танцует, придерживая свои юбки. Постепенно Муми-тролль понимает, что Морра приходит не ради огня фонаря, а ради него. Он также понимает, что Морра ему стала отчасти близка. Отношения с Муми-троллем помогают Морре избавиться от одиночества, и земля перестает замерзать под ней.

## Морра на других языках мира
- По-немецки — нем. Morra
- По-шведски — швед. Mårran
- По-фински — фин. Mörkö
- По-английски — англ. The Groke
- По-эстонски — эст. Urr
- По-исландски — исл. Morrinn
- По-японски — яп. モラン [Moran]
- На иврите — ивр. הגרוק‎ [ha-Grok]
- По-украински — укр. Мара
- По-норвежски — норв. Hufsa
- По-польски — пол. Buka
- По-армянски — арм. Հրարտիկ [Hrartik]
- По-боснийски — босн. Groka

## Книги, в которых появляется Морра
- «Шляпа волшебника» (Trollkarlens hatt, 1948). Первое появление персонажа, здесь Морра предстаёт как омерзительное и чрезвычайно опасное существо, чуждое обитателям Муми-дола. Она приходит, так как Тофсла и Вифсла украли у неё королевский рубин, который она ценит за его стоимость, но соглашается обменять его на Шляпу волшебника, которая превратила вишню в рубины у неё на глазах.
- «Мемуары Муми-папы» (Muminpappans bravader / Muminpappans memoarer, 1950). Здесь несколько персонажей утверждают, что Морра съела их родственников. Однако никто не видел Морру за «человекоедением», и повествование от лица Муми-папы позволяет предположить, что он преувеличивает. Любопытно, что в этой книжке слово «морра» иногда употребляется и в качестве нарицательного — то есть Морра не единственна в своём роде.
- «Волшебная зима» (Trollvinter, 1957). Морра упоминается несколько раз, вызывая скорее сочувствие, чем страх.
- «Муми-папа и море» (Pappan och havet, 1965). В этой книге Морра изображена с ещё большей симпатией, несколько пассажей даже написаны от её лица и описывают её тоску по теплу и свету. У неё завязывается своеобразная дружба с Муми-троллем, в результате чего она становится тёплой.
- «Кто утешит малютку» (Vem ska trösta Knyttet?, 1978). Книжка-картинка в стихах. Главный герой книги, Кнютт, спасает малышку Скрютт от Морры, укусив её за хвост.